# Revsunds distrikt
Revsunds distrikt är ett distrikt i Bräcke kommun och Jämtlands län. Distriktet ligger omkring Gällö i sydöstra Jämtland. 

## Tidigare administrativ tillhörighet
Distriktet inrättades 2016 och utgörs av Revsunds socken i Bräcke kommun.
Området motsvarar den omfattning Revsunds församling hade 1999/2000.

## Tätorter och småorter
I Revsunds distrikt finns två tätorter och en småort.

### Tätorter
- Gällö
- Pilgrimstad

### Småorter
- Stavre